# Supercopa Italiana de Voleibol Masculino de 2007
A Supercopa Italiana de Voleibol Masculino de 2007 foi a 12ª edição desta competição organizada pela Lega Pallavolo Serie A, consórcio de clubes filiado à Federação Italiana de Voleibol (FIPAV) que ocorreu em 24 de setembro.
O Sisley Volley conquistou seu sétimo título da competição ao derrotar o M. Roma Volley por 3 sets 0. O levantador francês Pierre Pujol foi eleito o melhor jogador da partida.

## Regulamento
O torneio foi disputado em partida única.

## Equipes participantes
| Equipe         | Qualificação                                               |
| -------------- | ---------------------------------------------------------- |
| Sisley Volley  | Campeão do Campeonato Italiano e da Copa Itália de 2006–07 |
| M. Roma Volley | Vice-campeão do Campeonato Italiano 2006–07                |

## Resultado
| Data   | Hora  |               | Placar |                | Set 1 | Set 2 | Set 3 | Set 4 | Set 5 | Total | Relatório |
| ------ | ----- | ------------- | ------ | -------------- | ----- | ----- | ----- | ----- | ----- | ----- | --------- |
| 24 set | 20:40 | Sisley Volley | 3–0    | M. Roma Volley | 25–19 | 25–19 | 25–21 |       |       | 75–59 | Relatório |

## Premiação
| Supercopa Italiana de 2007         |
| Vêneto                             |
| ---------------------------------- |
| Sisley Volley Campeão (7.º título) |